# گیت‌وی، آلاسکا
گیت‌وی (به انگلیسی: Gateway) شهری در بخش ماتانوسکا-سوسیتنا ایالت آلاسکا است که جمعیت آن در سرشماری سال ۲۰۰۰ میلادی ۲۹۵۲ نفر بوده‌است.